# Zapói
Zapoi (en ruso: запой) es el término usado en Rusia para describir la ingesta de alcohol en grandes cantidades de manera constante y duradera, durante un periodo de tiempo de dos a cuatro días, y sin descanso alguno.

## Terminología
Zapoi podría traducirse en inglés como “hard drinking” o “binge drinking”. Pero una traducción más cercana al sentido de la palabra en ruso sería “bitter drinking”, en alusión al sabor amargo del vodka y del samogón (alcohol casero), bebidas (las más populares y extendidas en la Unión Soviética) relacionadas con esta práctica frente a otras de menos graduación como pueden ser el vino o la cerveza.  

## Orígenes
Los orígenes de este fenómeno están estrechamente asociados a la cultura y tradición rusa y a complejos factores y cambios económicos y sociales.  

“En la cultura tradicional rusa, el alcohol siempre ha tenido un papel muy destacado que, con el paso del tiempo, ha conducido al país a niveles muy altos y peligrosos de consumo. El vino y el vodka siempre se han considerado como fuentes de ayuda para poder pasar a un estado de transición y llegar a un momento de máxima felicidad en el cual la persona está libre de los problemas del día a día”.

El hábito de beber, restringido al principio, fue extendiéndose para celebrar eventos sociales importantes, como bodas, aniversarios, funerales, etc., transmitiéndose de generación a generación como un ritual, una tradición instaurada como parte del pueblo ruso.
“La aceptación del consumo de alcohol se aprende en Rusia desde muy pequeño. Es típico en muchas casas incluir a los niños en las celebraciones con una bebida no alcohólica como limonada, etiquetada como “vino para niños”. Los niños participan del ritual del brindis y su percepción de una ocasión jovial y alegre son parte del proceso de aprendizaje. Las disputas y peleas que pueden originarse después de largos periodos en los que los adultos beben grandes cantidades de alcohol son también vistos por los niños como algo natural y aceptado en la vida familiar (…).
La principal razón para beber, se dice, es el deseo de ser feliz y participar en la atmósfera festiva que debe prevalecer cuando los amigos se reúnen. Los matices de la lengua rusa señalan una relación destacada con la palabra “alegre”, que significa “ligeramente borracho”.
De la misma forma que “beber” en Rusia no significa “tomar una copa” o “pasar el rato con una copa de vino en la mano”. Significa “emborracharse”, “desconectar” y la resaca no se considera como algo negativo y doloroso, sino que es algo aceptado, una parte importante del mismo proceso de beber. De hecho, cuando el bebedor tiene resaca no deja de beber, sino que continúa haciéndolo. “Tener resaca” en Rusia es sinónimo de tomar otro trago. Emborracharse en Rusia es un “trabajo duro”, pero mantenerse borracho lo es mucho más.

## Zapoiy alcoholismo
Hay algo básico que diferencia el zapoi del alcoholismo y esto es la frecuencia y, en definitiva, la adicción. El zapoi se plantea como algo esporádico, una manifestación puntual que el individuo hace para celebrar un suceso o para combatir una pena, pero no tiene que ver con la necesidad adictiva y enferma que el alcohólico ha desarrollado ante el alcohol. Zapoi no implica enfermedad, ni trastorno o padecimiento, solo episodios de beber de forma abusiva, pero con la intención de, tarde o temprano, regresar al estado inicial de sobriedad sin la necesidad de recurrir de nuevo al alcohol para hacer frente a la vida diaria. Es cierto que repetidos episodios de zapoi pueden derivar a la adicción, pero el término en si no designa esta desviación ni tiene connotaciones de dependencia al alcohol ya que solo se limita a describir el hecho de beber con exageración durante un periodo de tiempo acotado.

## Personajes públicos
Existen varios personajes célebres de la historia rusa conocidos, entre otras cosas, por su afición a los zapoi: el compositor Modest Músorgski (1839-1881) murió a los 42 años por una sobredosis de alcohol, al igual que el hermano del poeta y novelista Aleksandr Pushkin o Vasili Shukshín, director y actor de cine. También a Boris Yeltsin, expresidente de la Federación Rusa, se le conocen varios episodios de zapoi al asistir a actos oficiales en estado de embriaguez, exaltación y descontrol.

## Literatura
El escritor Venedikt Eroféiev escribió en 1968 Moscú-Petushki (Editorial Marbot, 2010), una obra cuyo tema principal es el zapoi de su protagonista. El libro narra cómo Vienichka (un obrero  despedido por enviar a sus jefes unos gráficos detallados en los que se relacionaba la productividad de sus compañeros en relación con su consumo de alcohol) intenta llegar hasta el burdel donde trabaja su amada. Por el camino, sin dejar de beber ni un solo instante, va contando su historia a todo el que se cruza con él, alternando temas e ideas aleatorias que no dejan de ser la imagen y representación del pueblo ruso de esa época. El inicio del libro comienza con la detallada descripción de su zapoi: 

Ayer, para no variar, tampoco lo vi (el Kremlin). Y eso que me pasé toda la tarde dando vueltas por sus alrededores. Y además, no demasiado borracho. Al salir a Savielovski me había bebido, para empezar, un vaso de Zubrovka porque sabía por propia experiencia que era el mejor brebaje matutino de todos los inventados hasta ahora... Como es natural, ustedes me preguntarán: ¿Y qué más bebiste después, Viénichka? Pero me es imposible contestar porque ni yo mismo sé muy bien lo que bebí. Recuerdo que bebí dos vasos de Ojótnichia en la calle Chéjov. Sin embargo, ¿es posible que recorriera toda la ronda de Sadóvoe sin beber nada? Claro que no. Eso quiere decir que aún bebí algo más.

## Remedios y curas
El periodo de abstinencia de una persona que ha hecho zapoi suelen ser de tres días; sin embargo, en Rusia se conocen dos métodos tradicionales para que los efectos de la resaca sean más ligeros y llevaderos: por un lado ir disminuyendo progresivamente el consumo de alcohol en dosis menores al día siguiente y, dos días después, no beber absolutamente nada. Por otro, a través del tradicional rassolnik (una bebida o sopa a base de agua salada, especias y hierbas que ayuda a reducir la cantidad de alcohol en la sangre, retiene agua y estabiliza el trabajo del corazón y los músculos).

## Los Vytrezvytel y las restricciones
En 1902, ante los graves problemas de consumo de alcohol que sufría la población rusa, el doctor Fiódor Arjanguelski ideó en Tula, ciudad cercana a Moscú, los vytrezvytel, centros especializados para tratar a los trabajadores que habían hecho zapoi. La ciudad de Tula era conocida en esos tiempos por tener una importante industria de producción armamentística y los frecuentes zapoi de los trabajadores de las fábricas –que no acudían a sus puestos de trabajo- mermaban considerablemente la producción y la rentabilidad de la economía local. Estos centros solían tener dos departamentos: uno para los alcohólicos y el otro para los que practicaban los zapoi.
La idea de los vytrezvytel se propagó rápidamente en todo el imperio ruso y en 1910 cada región tenía, como mínimo, uno. Sin embargo, la esencia de estos centros quedó rápidamente desvirtuada, sobre todo por parte de los bebedores de zapoi, que comenzaron a usarlos como sitios “sociales” donde ir a pasar las resacas, de forma gratuita y acompañados por otros bebedores. Para detener esta desviación y reducir el número de bebedores de zapoi que se reunían allí, las autoridades decidieron en 1913 que los vytrezvytel no serían gratuitos. 
Después de la revolución rusa, los problemas de abuso de alcohol dejaron de ser una prioridad y no fue hasta 1930, durante los años de la industrialización de Stalin, cuando las autoridades volvieron a considerar el problema y la reinstauración de los vytrezvytel. La nueva versión, sin embargo, era mucho menos confortable y hogareña y más fría y desatendida. 
En 1940 los vytrezvytel pasaron a ser tutelados por el Ministerio de salud y, en consecuencia, las autoridades locales introdujeron nuevos métodos y regulaciones: cuando una persona era ingresada se enviaba una notificación oficial del ingresado y el motivo de su ingreso a su puesto de trabajo, con la intención de coartar estas conductas a quien las practicaba.
En la década de los ochenta, bajo la estricta campaña antialcohol de Mijaíl Gorbachov, se siguieron utilizando estos centros. La campaña, una de las más destacadas y estrictas, se caracterizó y diferenció de campañas anteriores por declarar todo el país como zona sobria. Las escenas o episodios de alcohólicos en películas o series fueron suprimidas, la venta de bebidas alcohólicas solo se limitó a unas pocas horas durante la tarde y fueron prohibidas en todos los acontecimientos oficiales. Quien violaba esta ley era expulsado inmediatamente del partido comunista. 
A pesar de todas las medidas tomadas y las ayudas destinadas, entre 1990 y 2006 el Estado se vio forzado a reducir a la mitad el número de vytrezvytel en todo el país debido a la falta de presupuesto y de trabajadores para mantenerlos en funcionamiento. En 1970, el escritor Vasili Shukshín escribió Despertaron por la mañana, una obra de teatro (llevada a la gran pantalla en 2003) que detalla las conversaciones de un grupo de varias personas que se encuentra una noche en uno de estos centros.
El primer ministro Vladímir Putin, al igual que varios de sus antecesores, también tomó medidas para reducir el abuso del alcohol, que, a pesar de todo, sigue siendo la principal causa mortal entre los varones rusos menores de 54 años. Perseguir y sancionar la producción de alcohol ilegal, aumentar el precio del alcohol o prohibir los anuncios de bebidas alcohólicas fueron algunas de las medidas tomadas por su gobierno.

## Datos delzapoien Rusia
- La proporción de hombres que reconocen haber practicado zapoi es de entre 40-50 %.
- Los altos porcentajes de muerte por alcoholismo son debidos a episodios frecuentes de zapoi y al alto nivel de graduación de alcohol en las bebidas elaboradas en los hogares rusos y en el consumo de productos como colonias y antisépticos.
- Antes de 2013, la cerveza en Rusia no se consideraba como una bebida alcohólica y se podía comprar en cualquier kiosco de la calle.
- Debido a las bajas expectativas de vida y a la tasa de natalidad baja, la población rusa decrece alrededor de 700 000 personas cada año.
- El riesgo de morir antes de los 55 años para aquellos que beben tres o más litros de vodka a la semana es del 35 %.
- Una cuarta parte de los varones rusos mueren antes de cumplir los 55 años, en comparación con el 7 % en el Reino Unido y el 1 % en Estados Unidos.
- La esperanza de vida para un hombre ruso es de 64 años, una de las 50 más bajas del mundo.